# La Succession Lemesurier
La Succession Lemesurier (The Lemesurier Inheritance) est une nouvelle policière d'Agatha Christie, mettant en scène le détective belge Hercule Poirot.
Initialement publiée le 25 décembre 1923 dans la revue The Magpie au Royaume-Uni, cette nouvelle n'a été reprise en recueil qu'en 1951, dans The Under Dog and Other Stories aux États-Unis. Elle a été publiée pour la première fois en France dans le recueil Le Bal de la victoire en 1979.

## Publications
Avant la publication dans un recueil, la nouvelle avait fait l'objet de publications dans des revues :
- le 25 décembre 1923, au Royaume-Uni, sous le titre « The Le Mesurier Inheritance », dans la revue The Magpie[1] ;
- en novembre 1925, aux États-Unis, sous le titre « The Le Mesurier Inheritance », dans le no 1 (vol. 42) de la revue Blue Book Magazine[1].

La nouvelle a ensuite fait partie de nombreux recueils :
- en 1951, aux États-Unis, dans The Under Dog and Other Stories[1],[2] (avec 8 autres nouvelles) ;
- en 1974, au Royaume-Uni, dans Poirot's Early Cases[1],[3] (avec 17 autres nouvelles) ;
- en 1974, aux États-Unis, dans Hercule Poirot's Early Cases (recueil ne reprenant que 15 des 18 nouvelles du recueil britannique) ;
- en 1979, en France, dans Le Bal de la victoire[4] (recueil ne reprenant que 15 des 18 nouvelles du recueil britannique de 1974, différentes de la sélection du recueil américain).